# County Longford
County Longford (Iers: An Longfort) is een graafschap in Ierland in de provincie Leinster. De hoofdstad is de stad Longford. Het graafschap heeft een oppervlakte van 1091km² en telt van 39.000 inwoners(2011)
Het graafschap heeft een lange geschiedenis en kreeg zijn naam, nadat stamhoofd Farrell hier zijn fort stichtte na de Slag om Clontarf in 1014. Hiervoor had het deel uitgemaakt van het koninkrijk Annaly. Ook in de sagen van de Tuatha Dé Danann speelt het landschap Longford een rol.
Op de Ierse nummerplaten wordt Longford afgekort tot LD. De sportkleuren van het graafschap zijn blauw en geel.

## Plaatsen
| Engels                   | Iers                 | Inwoners |
| ------------------------ | -------------------- | -------- |
| Abbeylara                | Mainistir Leathrátha | 245      |
| Edgeworthstown           | Meathas Troim        | 2.199    |
| Killoe                   | Cill Eo              | -        |
| Lanesborough-Ballyleague | Béal Átha Liag       | 1.733    |
| Longford                 | An Longfort          | 10.952   |
| Mullinalaghta            | Mullach na Leachta   | 447      |